# Ljubov' (film)
Ljubov' (Любовь) è un film del 1991 diretto da Valerij Todorovskij.

## Trama
Uno studente incontra una ragazza a una festa. Si capiscono e decidono di sposarsi. Ma il problema è che sono troppo diversi.